# اچ‌دی ۱۵۱۱۵
اچ‌دی ۱۵۱۱۵ یک ستاره است که در صورت فلکی نهنگ قرار دارد.